# (3314) Beals
(3314) Beals est un astéroïde de la ceinture principale.

## Description
(3314) Beals est un astéroïde de la ceinture principale. Il fut découvert le 30 mars 1981 à la station Anderson Mesa par Edward L. G. Bowell. Il présente une orbite caractérisée par un demi-grand axe de 2,22 UA, une excentricité de 0,05 et une inclinaison de 7,4° par rapport à l'écliptique.

## Compléments